# Helionycta grisea
Helionycta grisea är en fjärilsart som beskrevs av Köhler 1979. Helionycta grisea ingår i släktet Helionycta och familjen nattflyn. Inga underarter finns listade i Catalogue of Life.